# Colònia de Madagascar
La colònia de Madagascar fou una entitat administrativa francesa formada després de la segona expedició de Madagascar per part de l'illa de Madagascar que no estava sotmesa al protectorat de Madagascar (principalment zones del sud) sense incloure el regne de Madagascar o Imerina. Com que algunes colònies separades s'havien incorporat al govern de Madagascar (Nossi-Bé i Diego-Suárez el 6 d'agost de 1896, Santa Maria de Madagascar el 28 de gener de 1896), quan el regne de Madagascar o Imerina es va incorporar a la colònia el 28 de febrer de 1897, la colònia va agafar el nom oficial de Madagascar i dependències.
Vegeu colònia de Madagascar i dependències.